# مایا دیرادو
مایا دیرادو (انگلیسی: Maya DiRado؛ زادهٔ ۵ آوریل ۱۹۹۳) یک شناگر اهل ایالات متحده آمریکا است.
وی در مسابقات بین‌المللی در مجموع برندهٔ ۴ مدال طلا، ۳ مدال نقره، ۱ مدال برنز شده‌است.